# 교유
교유(橋蕤, ? ~ 197년)는 중국 후한 말 원술 휘하의 무장이다. 장훈과 함께 원술의 주요 장수였으며 여포, 조조 등과 싸우다 사망하였다.

## 생애
193년(초평 4년) 원술이 남양군을 잃고 구강군 일대에 새로운 거점을 마련하였다. 교유와 장훈은 원술의 핵심 장수가 되었다. 197년(건안 2년) 황제를 참칭한 원술은 서주목 여포와의 관계가 걷잡을 수 없이 악화되자 장훈, 교유, 한섬, 양봉 등에게 수만 명의 대군을 줘 일곱 길에서 밀고 올라가게 했다. 진규는 한섬·양봉과 원술의 관계가 긴밀하지 않은 것을 알아채고 그 둘을 구슬릴 것을 제안하였다. 여포군이 응전하여 장훈군과의 거리가 100보가량 되었을 때 한섬과 양봉도 돌아서서 장훈군을 동시에 타격하였다. 그 탓에 대패하여 살상되거나 물에 빠져 죽은 자를 이루 헤아릴 수 없었으며 교유는 사로잡히고 말았다. 9월(음력), 원술이 진국을 침입하였다. 연주목 조조가 몸소 응징에 나섰고 원술은 장훈과 이풍, 양강, 악취, 그리고 복귀한 교유를 남겨두고 돌아갔다. 호현(苦縣) 부근에서 참패하여 장훈만 가까스로 퇴각하고 교유는 다른 세 장수와 같이 목숨을 잃었다.

## 삼국지연의
사서가 아닌 소설 《삼국지연의》에서는 상장(上將)의 지위에서 일곱 부대 중 제2로군을 이끌고 소패(小沛)로 향한다. 그 후 조조, 여포, 유비, 손책 연합군이 수춘(壽春)으로 쇄도해오자 5만 명을 거느리고 성 밖에서 조조군을 맞이하는데 하후돈과의 일기토에서 3합도 안 되어 찔려 죽는다.

## 참고 문헌
- 《후한서》75권 열전 제65 여포
- 《삼국지》1권 위서 제1 무제 조조